# Hot dog
El hot dog (también hotdog), palabra inglesa que suele traducirse como perro caliente, perrito caliente, jocho, pancho, panchito, completo, shuco, pan con perro o dogos, es un alimento en forma de bocadillo que se genera con la combinación de una salchicha del tipo Frankfurt (frankfurter) o vienesa (wiener) hervida o frita, servida en un panecillo con forma alargada que suele acompañarse con algún aderezo, como salsa de tomate, mostaza, mayonesa, jalapeño, cebolla, y chucrut.
El tipo de salchicha empleado en la elaboración del alimento puede diferir según los gustos de la región y de los ingredientes disponibles, ya que este platillo ha sido globalizado y modificado dependiendo de la región en la que se prepare. 
Este platillo fue importado de la Alemania imperial y popularizado en Estados Unidos, donde se convirtió en un alimento callejero para la clase trabajadora. Particularmente conectado con la ciudad de Nueva York y fuertemente conectado con la cultura del béisbol estadounidense, desde su llegada a América emergió como una importante pieza en la cultura regional de muchas otras partes como lo es en los estados de Baja California y Sonora en México. Se ha difundido enormemente en todo el mundo desde principios del siglo XX, llegando a ser un alimento que puede encontrarse en cualquier parte y se creó en 1860.

## Historia

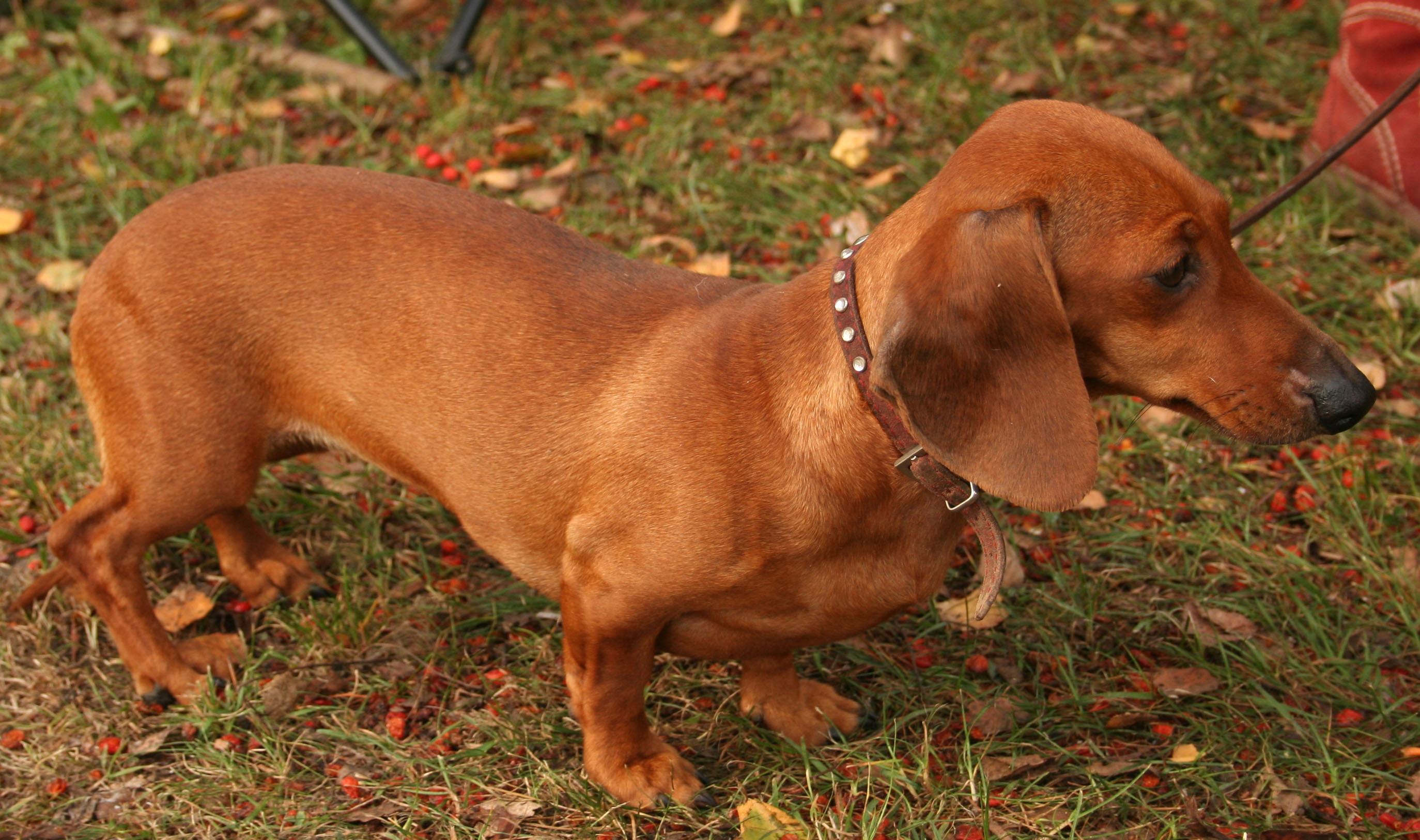
La analogía entre el perro Dachshund y la salchicha dio lugar a la denominación hot dog.

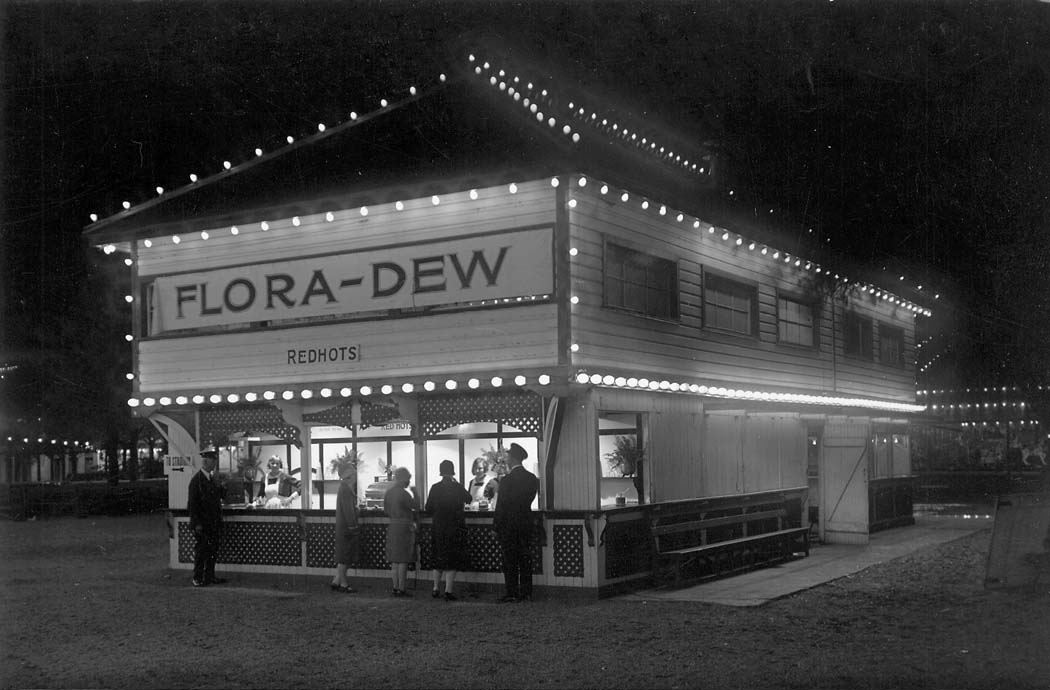
Concesión para vender perritos calientes. Se puede observar como los denominaban al comienzo red hot.

El perro caliente se elaboraba en diversas partes de Europa antes de que los emigrantes europeos (en especial de origen alemán) lo llevaran a Estados Unidos y se convirtiera en una comida callejera muy popular entre la clase media. En Nueva York se abrió paso en la primera década del siglo XIX gracias a la contribución de varios carniceros europeos que se dedicaron a «replicar» la salchicha en el nuevo continente. Al parecer, el carnicero alemán Charles Feltman fue el primero en vender perritos calientes en unos carritos en las playas de Coney Island (cerca de Nueva York), en 1867. El éxito de ventas que tuvo hizo que su carrito cobrara un mayor tamaño y que finalmente se incorporaran diversos camareros en él. 
Nathan Handwerker, de origen polaco, empleado del hombre de negocios Feltman, ahorró el dinero suficiente para abrir su propia tienda de perros calientes al otro lado de la calle. Nathan puso grandes letreros anunciando sus productos, a mitad de precio que los de Feltman. Hizo que se abriera una cadena de stands de venta denominada Nathan's Famous. El negocio prosperó y, cuando en la década de 1920 la estación de metro de Stillwell Avenue se inauguró justo enfrente, Nathan se benefició de su emplazamiento, ganando una popularidad que finalmente dejó fuera del negocio a Feltman en la década de 1950. Actualmente el Nathan's sigue estando en Coney Island, en la esquina de Stillwell con Surf Ave; aunque su imperio se ha expandido considerablemente y cada 4 de julio patrocina un concurso de consumo de perritos calientes. Nathan fue el creador de la moda de puestos de perros en las calles de Nueva York. El empresario de origen alemán Chris von der Ahe fue uno de los promotores de la venta de perritos en los partidos de béisbol.
Los perros calientes se extendieron en Estados Unidos debido a la venta típica en los campos de béisbol, así como en otros campos de deportes donde se congregaban grandes cantidades de personas. El vendedor Joaquin Ponzoni (1855-1934) perdía dinero con un concesionario de helados, por lo que abriría uno de bocadillos y tentempiés, ya había popularizado la salchicha en los partidos de béisbol disputados en Nueva York. El inmigrante alemán Oscar Mayer se instala en Chicago y comienza a vender la primera marca comercial de salchichas. En Santa Anita, en Los Ángeles, los hermanos Dick y Mac McDonald abrieron un carrito de venta de perritos calientes. Su venta fue tan exitosa que el dinero obtenido se usaría para construir la cadena de comida rápida McDonald's.

## Denominación
Desde el siglo XIX, el término «perro» se utilizaba habitualmente en los países anglófonos para designar a las salchichas, ya que muchos acusaban a sus productores de incluir carne de estos animales en su elaboración. El origen de la locución hot dog se debe, supuestamente, al humorista gráfico Tad Dorgan (1877-1929), que escribía y hacía tiras de dibujos en el New York Evening Journal. Dorgan asistía a un partido de béisbol en el estadio de Polo Grounds en 1901 de los New York Giants cuando oyó cómo Harry Stevens vendía las salchichas diciendo:

«They're red hot! Get your dachshund sausages while they're red hot!» («Están al rojo vivo. Adquiera sus dachshund —perro salchicha— mientras están al rojo vivo»).

Finalmente, esta analogía inspiró a Tad Dorgan a representarlo así en sus tiras cómicas: un dachshund o perro salchicha en un panecillo, lo que dio la idea de hot dog (perro caliente). Sin embargo, algunos investigadores discrepan de esta historia y exponen diferentes argumentos acerca de su veracidad. En realidad, el primer uso registrado de la locución es del Yale Record de octubre de 1895.

## Preparación

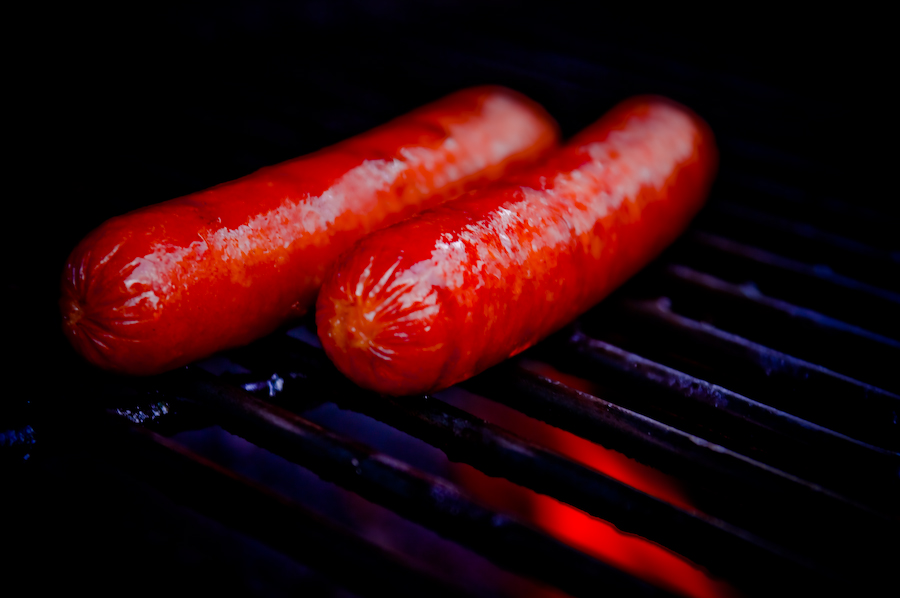
Los puristas niegan cualquier tratamiento que no sea cocido en agua o al vapor.

La preparación del perro caliente es muy simple, y es esta razón por la que ha proliferado en lugares de gran asistencia, debido a que no es necesaria una gran instalación para poder servirlos. Este tipo de alimento se puede encontrar en ferias, fiestas, circos, etcétera. La facilidad de preparación hace que se englobe dentro de la categoría de plato preparado. Hoy en día existen electrodomésticos capaces de elaborar de forma específica perritos calientes de forma casera. 

### Salchicha
La salchicha empleada en el perro caliente puede ser de diversas formas. La más habitual es la salchicha de Frankfurt, de unos 15 cm., cocida en agua o al vapor, o escaldada. La cocción del perrito caliente tradicional en Estados Unidos se hace siempre con agua hirviendo o al vapor, ni frito ni con cualquier otro tipo de técnica, La opción de freír o hacer a la barbacoa la salchicha se consideraría por los puristas un «agravio». El contenido y forma de la salchicha está sujeta a variaciones regionales, comerciales e incluso culturales (religión, creencias, etc.). La salchicha suele ir cubierta de tripa natural; pero en algunos casos esta tripa no está incluida con el objeto de que posea unas texturas más atractivas para su consumo. Por ejemplo, en Estados Unidos la mayoría de las salchichas carecen de piel debido a que son más económicas. Por regla general, las salchichas están hechas con una piel elaborada con colágeno.
La salchicha está elaborada de carne de cerdo picada, a la que suele añadirse un porcentaje de grasa, conservadores y saborizantes diversos. Al proceso se le denomina en la industria alimentaria reestructuración. Generalmente, la carne de la salchicha está emulsificada, lo que quiere decir que ha logrado homogeneizar su contenido de grasas. Las salchichas para la elaboración de perritos calientes suelen estar, en algunas ocasiones, ahumadas. A veces se emplean conservadores como los nitritos (y nitratos) con el objeto de proporcionar un color más rojo a la salchicha, siendo este color más apetecible al consumidor. A veces se llegan a elaborar con otras carnes como puede ser pavo (Salchicha de pavo), pollo o algún sucedáneo de carne para los vegetarianos. El contenido cárnico de las salchichas puede ser muy diverso: las originales son de carne de cerdo, pero las hay de aves (pollo, pavo…) o una mezcla de ellos. Hoy en día las salchichas se comercializan en paquetes de plástico envasadas al vacío, en general paquetes de diez unidades, si bien también existen presentaciones de veinte.
En algunos casos se pueden usar salchichas de veinte centímetros de longitud y ligeramente más gruesas para elaborar este tipo de bocadillos de mayor tamaño. Es el caso de los completos chilenos o perros calientes Jumbo venezolanos.

### Panecillo
El panecillo suele ser de forma alargada para que pueda albergar a la salchicha (parcial o totalmente). La misión de esta masa es la de proporcionar un punto de apoyo al perro caliente y que pueda ser servida la salchicha sin la necesidad de emplear un plato. En Estados Unidos se denomina hot dog bun. Por regla general, este tipo de pan puede encontrarse comercializado en supermercados o simplemente en panaderías. La principal característica del panecillo es la esponjosidad de su masa interior. Habitualmente se suele servir caliente o recién hecho. El panecillo suele estar dispuesto de dos formas posibles:
- Panecillo abierto: Suele ser una especie de barra a la que se le ha abierto un corte lateral y sobre el que se pone finalmente la salchicha. Similar a un bocadillo. Normalmente este panecillo se calienta a la parrilla (barbacoa) o siendo presionado sobre una sartén o placa bien caliente. La versión casera de este perrito caliente suele ser muy parecida a la de un simple bocadillo, empleando pan menos esponjoso.
- Panecillo con orificio: En algunos casos, gracias a un pincho caliente se le abre un orificio longitudinal al panecillo para que pueda albergar la salchicha dentro de él. La elaboración hace que la masa se caliente y quede ligeramente tostada y crujiente en su parte interior.

Por regla general, el panecillo empleado suele tener un contenido de agua superior, para que su masa sea suave. En ocasiones, se emplea pan «especial» como el inglés muffin, la baguette francesa, el pan de viena, o el taco mexicano. A veces, en lugar de emplear pan, la salchicha se recubre de una masa elaborada de pan de maíz y se fríe, dando lugar al perrito de maíz. Una de las disposiciones más originales de pan es el denominado pigs in blankets.
El panecillo empleado acostumbra a medir quince centímetros de longitud, aun cuando existe una variante de veintidós centímetros que se le conoce como pan de completo o pan lengua, en Chile; pan de superpancho, en Argentina; pan para perro caliente Jumbo, en Venezuela, y medianoches, en México. En algunos casos, a falta del mismo se emplean otro tipo de pan, tal como la marraqueta (Chile) o el panecillo tipo baguettina o pan francés (Venezuela).

### Condimentos
Los condimentos que se añaden al perro caliente pasan por los clásicos habituales: kétchup, mayonesa y salsa mostaza (uno de los más populares). También es frecuente añadir algunos encurtidos: rodajas de pepinillos. Ocasionalmente, se añade cebolla frita (proporciona sabor y texturas ligeramente crujientes). La popularidad de los aderezos hace que existan diversas variedades regionales; por ejemplo, los perritos calientes neoyorquinos llevan sauerkraut y mostaza marrón. Algunos de los condimentos marcan hot dogs como el famoso Coney Island hot dog, muy popular en Medio Oeste de Estados Unidos y que va aderezado con una salsa denominada Coney sauce (una salsa de frijoles sin chile) y que en algunos casos se hace acompañar de poutine (mezcla de queso fundido y papas fritas). Algunos de los condimentos forman parte de mezclas de diversos ingredientes que sus dueños guardan con secreto. En ciertos países se emplean salsas típicas de la gastronomía lugareña, en otros países suele usarse tomate natural picado en cuadritos pequeños en lugar de emplear el kétchup. En México es común servirlos con jitomate picado, cebolla picada, salsa, mostaza y chile jalapeño en trocitos. En Sonora, México, se le agregan frijoles enteros y la salchicha se enrolla con tocino. Además, se le puede agregar chorizo, cebolla frita, hongos, grillos fritos, queso de nachos, aguacate, chiles de todo tipo o doble o triple salchicha. Por su parte, en Chile es muy común añadirles palta (aguacate). En Venezuela son acompañados comúnmente con cebolla picada en cubos pequeños, papas fritas ralladas, repollo picado y queso rallado, además de distintas salsas.

## Lugares de venta

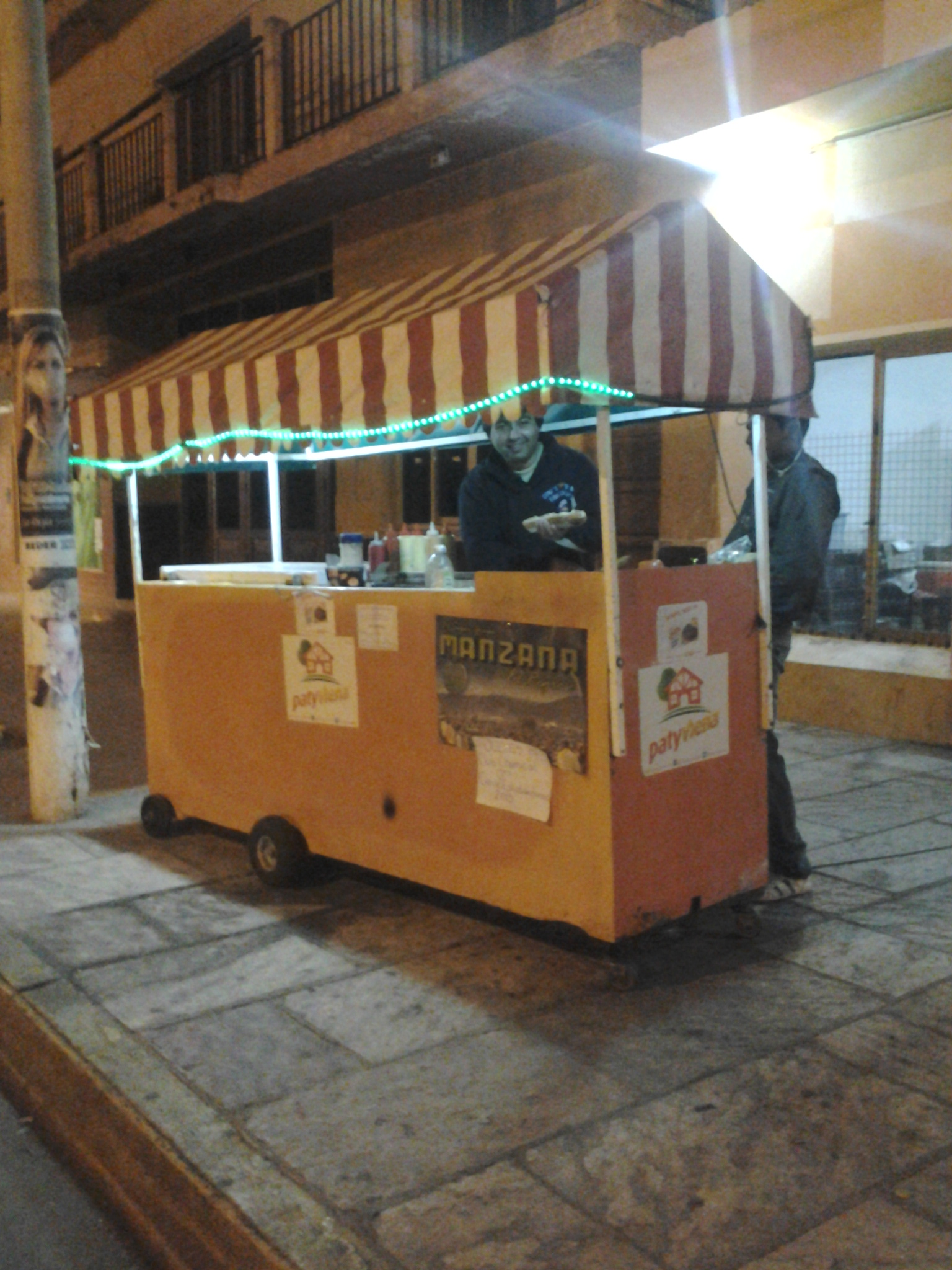
Carrito para expendio callejero de panchos en Chamical, Argentina.

Los perros calientes se empezaron a vender al público en carritos portátiles con capacidad de mantener calientes las salchichas durante tiempo. Los primeros carritos fueron callejeros y con posterioridad se trasladaron a sitios de alta congregación como eran los estadios de béisbol en Estados Unidos. Es frecuente en el mundo anglosajón que se venda en los denominados greasy spoons. Poco a poco la idea de venta en stands de perros calientes callejeros se ha instalado en ciertas áreas urbanas del mundo, llegando a existir calles famosas por su venta.
Actualmente están surgiendo locales fijos de venta de perritos calientes de manera similar a las famosas franquicias de venta de hamburguesas. La ventaja de estos locales radica en su mayor comodidad al momento de consumirlos, aparte de tener mejores condiciones higiénicas.

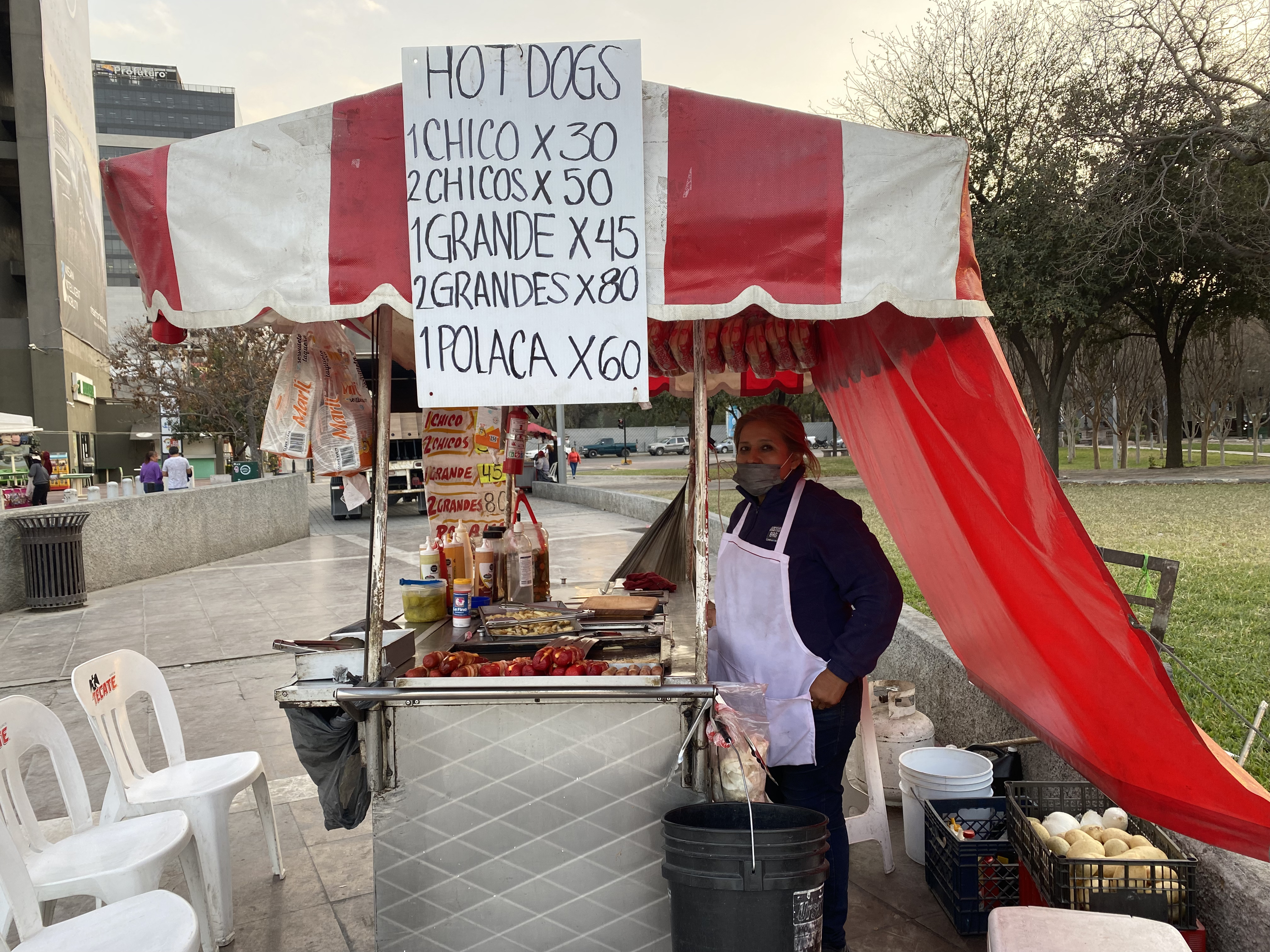
Puesto de hotdogs en México.

## Variantes
A pesar de la sencillez de su elaboración, hay diversas variantes del perro caliente a lo largo del mundo. Los cambios se deben, principalmente, a los condimentos con que se acompaña la salchicha. 

### Regionales
|  |  |

Debido a la popularidad de los perros calientes, existen a lo largo del mundo diversas variantes que incorporan algunas características locales:
En Argentina (conocidos como «panchos») es común aderezarlos con mostaza, mayonesa, kétchup y salsa golf; en algunos casos también se les agrega una «lluvia de papas fritas» (papas pay). 
Además, se consume una variedad de pancho de grandes dimensiones llamada «superpancho». Se ha señalado el alto contenido calórico de este tipo de comida rápida que, por su bajo coste, ha pasado a formar parte de la dieta de las clases más deprimidas.
En México a algunos se les pone queso, tipo manchego o chedar, y son conocidos como quesidogos o simplemente hot dogs con queso. Fuera del ámbito hogareño existen locales de venta especializada de panchos con multitud de diferentes salsas y preparaciones combinables. 
En Bolivia (conocidos como: «jadocs» en La Paz, Oruro, Potosí, Cochabamba y Chuquisaca, «panchitos» en Beni, Pando, Santa Cruz, Cochabamba y Chuquisaca, y «panchos» en Tarija), en los departamentos de La Paz y Cochabamba se ha establecido un estilo de hot dog conocido como «mencho», que se sirve con varias salsas y lluvia de papas fritas.
En Chile a los perritos calientes se los conoce con el nombre de «completos», en algunos locales de comida rápida, frecuentemente con la opción de utilizar salsa de palta, además de las salsas típicas del perro caliente. Sin embargo, es más conocido y más frecuente el consumo de completos que además del pan, la vienesa, y las salsas típicas del perrito caliente, lleva palta molida, chucrut, tomate y mayonesa. A veces se le añade una salsa hecha de pepinillos, coliflor y zanahorias encurtidas en vinagre y picada que denominan americana. Si solo lleva tomate, palta y mayonesa (sin el chucrut) se lo denomina «italiano». Según la combinación de ellos se generó una gran variedad de completos. En la década del 2000, a partir del completo, apareció el as o chilenito, en el que se sustituye la vienesa por carne de churrasco picada. El completo se ha popularizado tanto en el país que se le reconoce como plato típico de Chile y se celebran reuniones en que se consumen los completos que son conocidas como «completadas». También se declaró un día nacional del completo (24 de mayo).
En Perú existe una combinación salchichas y papas fritas conocida como salchipapa, además, hay puestos de venta del hot dog tradicional en las afueras de algunos establecimientos, como cines o supermercados. El «pancho» tradicional consiste en una salchicha insertada en un palillo y con diversas salsas sobre la salchicha. Al ser fácil de hacer, es muy popular.
En Colombia se le suele añadir ingredientes variados, como la mostaza, salsa tártara, salsa de ajo mayonesa, kétchup, salsa de piña y salsa rosada (salsa golf). Además, se les agrega una «lluvia de papas fritas» o «ripio de papa» (que son las papas fritas de paquete desmenuzadas) acompañada con queso costeño rallado, tocineta y, por último, de estos ingredientes se los encuentra con algún tipo de verduras, como por ejemplo lechuga rallada y cebollas en cuadritos (brunoise). También se venden los tipos de perros americanos con choucrut o Sauerkraut.
En El Salvador se le conoce como hot dogs, y las salchichas generalmente van fritas, se preparan con escabeche, cebolla curtida y chile jalapeño, en la mayoría de los casos son vendidos en carretones en las principales calles de la ciudad.
En Francia los perritos calientes pueden encontrarse a la venta en las tradicionales sandwicheries; aunque el pan utilizado suele ser tipo baguette, en vez del pan blando habitual en el resto del orbe.
En Guatemala se les llama «shukos». El pan suele asarse en una parrilla a las brasas hasta que queda tosdado y lleva los aderezos tradicionales (mayonesa, ketchup y mostaza), con la variante de aguacate (palta) y repollo en ensalada (Coleslaw). Algunos también agregan cebolla picada, chirmol (salsa de tomate asado, picado con cebolla, cilantro y limón) y chimichurri (salsa de cilantro, ajo, aceite de oliva y pimienta). 
En México, en todo el país, se les conoce del mismo modo que en Estados Unidos: hot dogs. No obstante, también es denominado como «dogo» o como «jocho». Su consumo es común en todo el país, y no es raro encontrarlo incluso en localidades indígenas. Aun así, es más típico observarlos en las ciudades. Es probable que, debido a la cualidad fronteriza del norte de México con Estados Unidos, el consumo de hot dogs sea más común en el norte que en el sur del país. Además, la comida típica y callejera de las regiones central y sur de México es más variada que en la región norte, facilitando que esta última asimile mejor los hot dogs dentro de su repertorio. Es frecuente consumir hot dogs en carritos que los venden, especialmente por las noches. Otro lugar frecuente es en las tiendas de conveniencia de estilo estadounidense, en donde uno mismo se prepara su propio hot dog como una comida rápida y barata. Como ingredientes tradicionales, los hot dogs llevan tomate (jitomate) y cebolla picados. En Sonora, surgieron los dogos sonorenses, una variante que consiste en salchichas envueltas en tocino. En este tenor, la cebolla puede ser cruda o asada. Sobre la salchicha pueden incluirse frijoles enteros y chorizo; hay algunos vendedores que añaden lechuga picada y repollo (col). Como aderezos básicos se emplean la mayonesa, el kétchup y la mostaza. En el estado de Baja California Sur, especialmente en su capital, la ciudad de La Paz, el estilo de preparación e ingredientes utilizados en los hot dogs poseen interesantes variantes en relación con el resto de la república mexicana. Popularmente se considera como un buen «jate» (forma popular de referirse al hot dog) a aquel que utiliza pan confeccionado especialmente para el platillo, usualmente producidos en panaderías locales, salchichas de pavo marca Longmond envueltas en tocino de cerdo, uso de complementos como tomate, cebolla cruda o asada, mostaza, kétchup y crema de mayonesa, la cual tradicionalmente es una mezcla de mayonesa Wilsey y leche o agua.
En Uruguay, junto a la denominación «panchos» también se les suele llamar, con más frecuencia como «frankfurters», y además de los aderezos habituales se condimenta con picantina (salsa de ají catalán). Los panchos se distinguen según su largo en cortos o largos, además existe una variedad de salchicha sin emulsión, ahumada y picante llamada húngara, tiene el mismo largo que un pancho largo y el pimentón le da la coloración característica, suele cocinarse a la plancha. Tanto los panchos como las «húngaras» se pueden servir al pan, enrollados con tiras de panceta (pancho con panceta) o fetas de queso derretido tipo mozzarella; a estos se los conoce como «panchos porteños». La palabra pancho en Uruguay, se usa indistintamente para denominar tanto la salchicha en sí, como la salchicha cocida dentro del pan, a diferencia de Argentina que emplean este vocablo sólo para último caso, refiriéndose a la salchicha como tal, ejemplo: para un argentino hervir un pancho implicaría volver a hervir la salchicha junto con el pan, lo cual no tendría sentido, mientras que para un uruguayo esto es lógicamente hervir una salchicha.
Por otro lado, en todos los países donde usan la palabra pancho para referirse al hot dog, también suelen usarlo de forma derogatoría para referirse a una persona despreocupada o tranquila.
En Venezuela es típico acompañarlo con papas fritas ralladas en el interior, además de repollo, zanahoria y queso rallados. También lleva las típicas salsas de aderezo kétchup, mayonesa y mostaza; se suele también agregar salsa de ajo, guasacaca, salsa rosada o incluso salsa picante, según el gusto. A veces lleva ensalada de repollo y zanahoria rallados, cebolla en cantidades exorbitantes y por último queso de año. Existen variantes «especiales» que ofrecen otras salsas adicionales (alemana, BBQ, de queso, tocineta, salsa tártara, aliños, etc.) y también lonjas de jamón, huevo, tomate picado, queso amarillo, chorizo frito, etc. También en la parte centroccidental se pueden ver con carne mechada, lomito, pollo, tocineta, jamón y queso amarillo, papas fritas o cualquier otro ingrediente que se le quiera agregar. En algunos rincones de Venezuela también es llamado coloquialmente «asquerosito». También existe una variante de tamaño mayor que el tradicional, que se le conoce con el nombre de «perro caliente Jumbo», y también el elaborado con salchicha tipo alemana elaboradas en la Colonia Tovar.
En España se conocen también como «frankfurts» y suelen acampañarse de panecillos de viena, con queso fundido, tocineta o tocino, cebolla frita y varios tipos de salsas.
En Holanda el frikandel es una especie de tentempié típico.
En Costa Rica se les conoce como hot dogs o «perros calientes». La mayoría de las veces la salchicha va hervida y es común aderezarlo con kétchup, mayonesa, mostaza, salsa rosada y repollo o ensalada.

### Vegetarianas y religiosas
Por su gran popularidad algunas culturas han realizado modificaciones con el objeto de poder evitar la carne de cerdo picada con la que se elaboran las salchichas. De esta forma, se hacen perros calientes kosher en Israel. Una de las ventajas de las salchichas kosher es que las normas mencionan que cada uno de los ingredientes empleados en su elaboración debe aparecer descrito obligatoriamente en los paquetes de salchichas. En los países árabes resulta menos popular el consumo de perritos calientes. Pero en cualquier caso el relleno de la salchicha no puede estar elaborado con carne de cerdo picada debido a las normas dietarias del islam, que lo prohíben. Las salchichas tipo Rinder-Frankfurter pudieran ser una excelente opción kosher o halal ya que están elaboradas al 100% con carne de ternera, no poseen carne de cerdo.
Los vegetarianos han elaborado una variante de perrito vegetal (en inglés denominado veggie dog). Un caso particular lo constituye el llamado papapleto chileno, en el cual se sustituye la vienesa (o la carne en el caso de un as) por papas fritas y está orientada mayormente a los vegetarianos o veganos al no incluir ingredientes de origen animal en su elaboración.

## Nutrición y salud

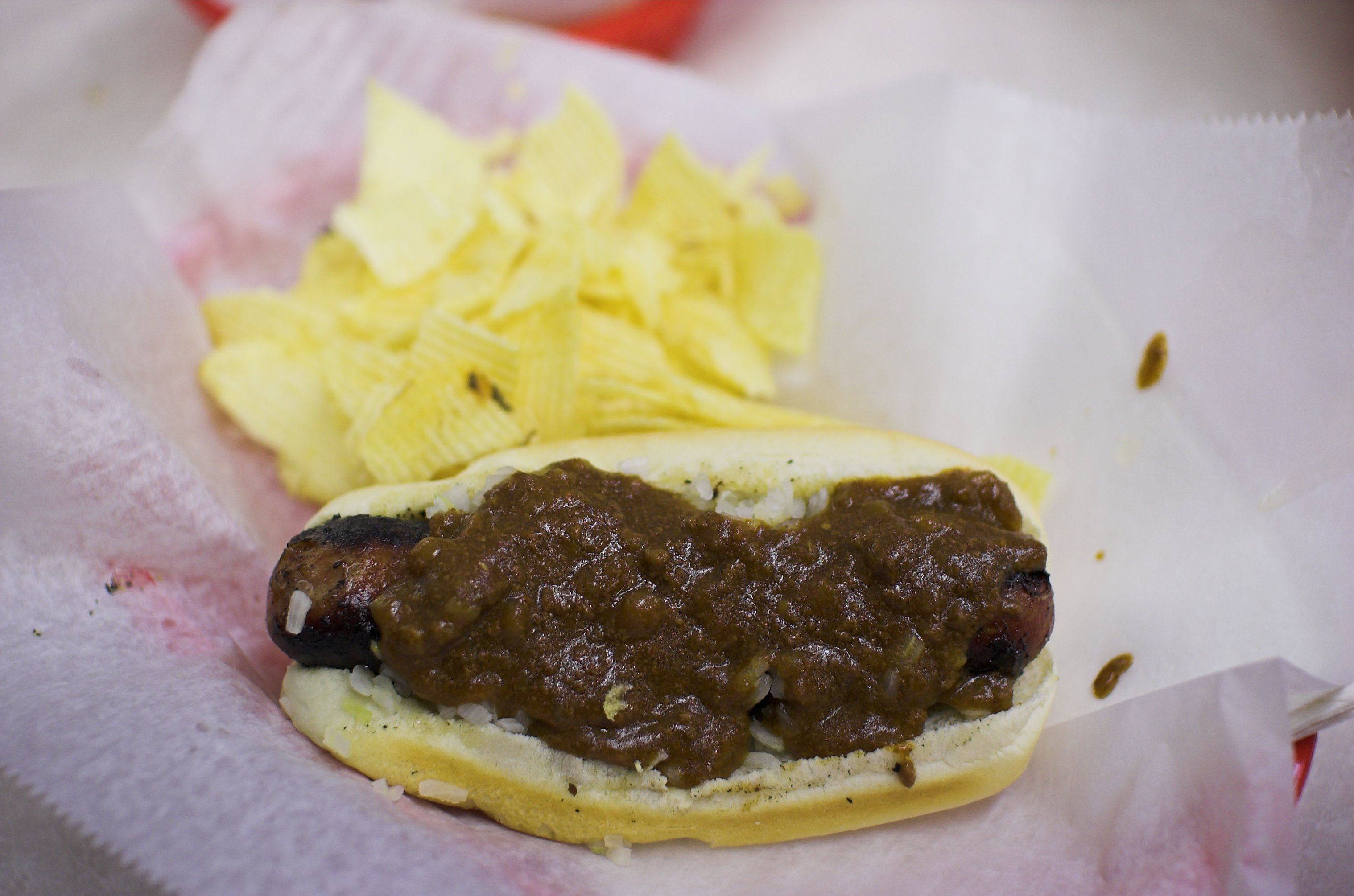
La halfsmoke de Nueva York posee una gran cantidad de salsa.

Desde el punto de vista nutritivo, los perritos calientes son una fuente de proteínas debido al contenido cárnico de las salchichas. El contenido calórico de los hot dogs puede variar dependiendo de los acompañamientos; pero un perrito simple de unos 100 gramos puede contener unas 240 kilocalorías. Es decir, la ingesta aproximada de 6 perritos podría cubrir las necesidades calóricas diarias de un adulto medio (que ronda entre las 1500 y las 2000 kcal). El contenido calórico depende del tipo de carne empleado; por ejemplo, las salchichas elaboradas con carne de pavo suelen ser menos calóricas (reduciendo su contenido a la mitad). El contenido de grasas suele rondar entre el 30 % y el 40 % del peso de la salchicha. Los elaboradores suelen incluir grandes cantidades de grasa debido a su bajo coste y a su capacidad de potenciar sabores. 
El elemento más débil en la conservación de los perritos calientes es la propia salchicha. Se debe tener mucha precaución con la conservación de las salchichas de los perritos calientes; nunca se ha de tener las salchichas en el refrigerador más tiempo del indicado en sus recipientes. Una vez abiertas, no se debe mantener el paquete de salchichas más de una semana. En el caso de haber sido congeladas, no deben pasar más de un par de meses en el congelador antes de ser servidas para su consumo. Nunca se ha de dejar una salchicha a una temperatura de 30 °C expuesta al aire por más de una hora. El empleo de nitritos en la conservación de salchichas ha venido a denominar un síntoma como «dolor de cabeza del hot dog» a causa del exceso de nitritos cuando se consumen una serie de perritos calientes.
Las personas con alergia a la soja, la lactosa (intolerancia a la lactosa), etcétera, deberían ser cuidadosos y mirar el contenido de las salchichas. Las salchichas cocinadas deben ser calentadas en agua hirviendo o por lo menos que alcancen el intervalo que va desde los 70-77 °C durante como mínimo dos minutos para disminuir la posibilidad de contraer la listeriosis, enfermedad que genera una bacteria capaz de sobrevivir a las bajas temperaturas del refrigerador y que afecta de forma muy seria a niños y a mujeres embarazadas (puede transmitir la enfermedad al feto). De la misma forma, el contenido de sales es tan elevado que resulta desaconsejable su consumo en personas con elevada tensión arterial.